# Centro (São João de Meriti)

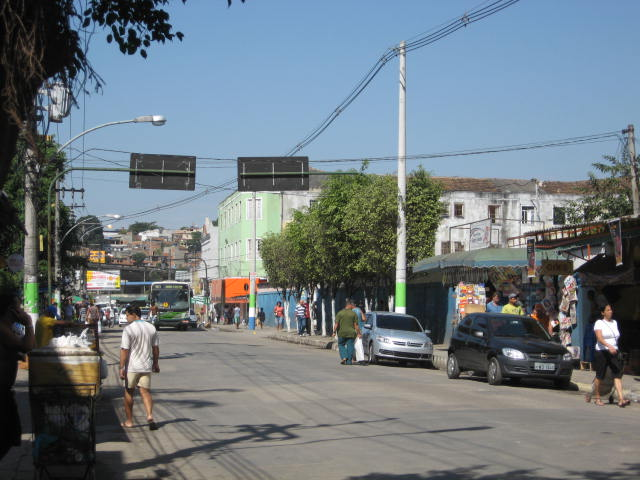
Avenida Automóvel Clube

Centro de São João de Meriti é um bairro do município brasileiro de São João de Meriti, no estado do Rio de Janeiro. Localiza-se na Região Central, sendo sede do 1° distrito: o distrito-sede do município.
Faz limite com o município do Rio de Janeiro através do centro comercial do bairro da Pavuna (que é fisicamente unido ao centro comercial de São João de Meriti), ficando bem próximo à estação final da Linha 2 do metrô, principal via de acesso ao Centro e aos demais bairros do Município do Rio de Janeiro.

## Características
É onde se localiza a maior parte  do comércio da região. Há a Igreja da Matriz, os colégios
CAP, antigo Colégio Fluminense, Flama, Colégio Lima Nunes e o Santa Maria, este de tradição na cidade, e fundado pelas Irmãs Franciscanas de Dillïgen, na Alemanha.
O bairro ainda abriga alguns dos centros culturais da cidade, a saber: O SESC de São João de Meriti, o centro cultural do IPAHB, além de um bom centro comercial contendo lojas tradicionais na cidade como, por exemplo: Fersan Ferramentas, Amigão e Alfaiataria Cunha.
Além de possuir o Social Clube Meriti, onde também e usado como sede da Matriz de São João. O Centro Cultural Meritiense. além da nova casa de shows Estação Show, onde a Unidos da Ponte ensaia por um tempo.